# How Could You, Caroline?
How Could You, Caroline? er en amerikansk stumfilm fra 1918 af Frederick A. Thomson.

## Medvirkende
- Bessie Love som Caroline Rogers
- James Morrison som Bob Worth
- H. Dudley Hawley som Reginald Van Alden
- Henry Hallam som Mr. Rogers
- Edna Earle som Ethel Rogers